# Franz Graf von Spreti
Franz Graf von Spreti (* 17. April 1914 auf Schloss Kapfing bei Landshut; † 11. Mai 1990 ebenda) war ein bayerischer Politiker (CSU). Er war Landrat des Kreises Landshut und Bezirkstagspräsident von Niederbayern.

## Familie
Franz Seraph Maria Adolf von Spreti, aus dem deutsch-italienischen Adelsgeschlecht der Grafen von Spreti, war der jüngste Sohn des Gutsbesitzers Adolf Graf von Spreti (1866–1945) auf Schloss Kapfing und dessen zweiter Frau Anna Maria Gräfin Yrsch (1874–1944). Er hatte drei Brüder Cajetan (1905–1989), Karl (1907–1970) und Maximilian (1910–1945).
Franz heiratete in erster Ehe Helene Gräfin Moy de Sons (1919–1979). Aus dieser Ehe gingen vier Kinder hervor (Alexander, Christoph, Leopold und Michael). In zweiter Ehe war er mit Pia Gräfin von Preysing-Lichtenegg-Moos (1926–1993) verheiratet. Aus der Ehe gingen zwei Söhne und eine Tochter hervor (Wolfram, Hedwig und Heinrich).

## Leben
Er war Soldat im Zweiten Weltkrieg, zuletzt Leutnant im Stab der 57. Infanterie-Division (IIa Stab 57.I.D.).
Franz Graf von Spreti wurde 1945 Bürgermeister in Vilsheim im niederbayerischen Landkreis Landshut. Er war von 1946 bis 30. April 1964 der erste Landrat des Landkreises Landshut nach dem Krieg. Ihm folgte 1964 Toni Beck. Von 1958 bis 1962 war er als Nachfolger von Wilhelm Schönhuber Bezirkstagspräsident von Niederbayern. Er wurde mit 24 von insgesamt 25 möglichen Stimmen bei einer Enthaltung zum Präsidenten des II. Bezirkstags von Niederbayern gewählt. Sein Nachfolger im Amt des Bezirkstagspräsidenten wurde Josef Haufellner.
1964 wurde er Präsident der Kanzlei und Verwaltung des Herzogs von Bayern. 1979 ging er in den Ruhestand.
1968 wurde Franz Graf von Spreti vom Kardinal-Großmeister Eugène Kardinal Tisserant zum Ritter des Ritterordens vom Heiligen Grab zu Jerusalem ernannt und am 8. Juli 1968 in München durch Lorenz Kardinal Jaeger, Großprior der deutschen Statthalterei, sowie Hermann Josef Abs, Statthalter in Deutschland, in den Orden investiert.

## Ehrungen und Auszeichnungen
- Bayerischer Verdienstorden (1964)
- Ernennung zum Ritter vom Heiligen Grab (1968)
- Hubertusorden, Hausorden der Wittelsbacher  (1979)